# エイクスュルニル

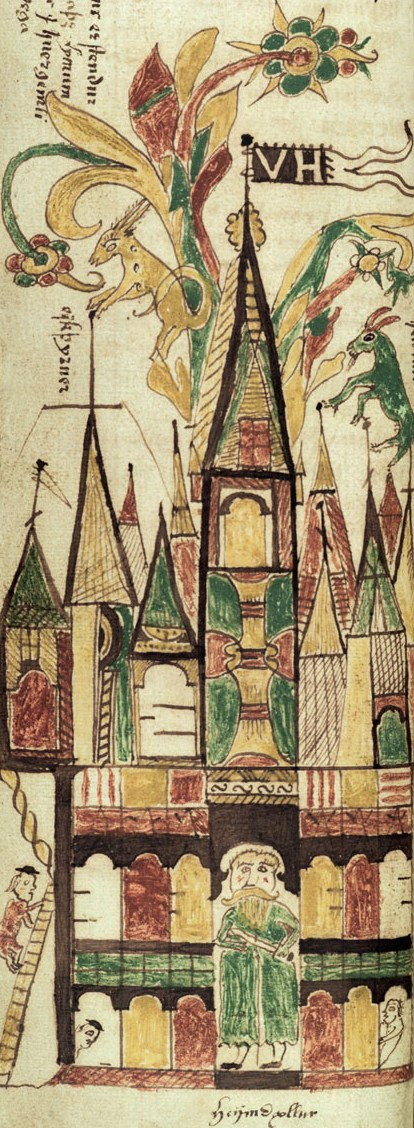
写本『AM 738 4to』より。ヴァルハラの屋根の左上にエイクスュルニルがみえる。

エイクスュルニル(Eikþyrnir)は、北欧神話に登場する牡鹿である。
『古エッダ』の『グリームニルの言葉』第25節および『スノッリのエッダ』第一部『ギュルヴィたぶらかし』第39章において、エイクスュルニルは次のように説明されている。
すなわち、エイクスュルニルはヴァルハラにおり、レーラズ(en:Læraðr)という樹の枝から葉や若芽をむしっては食べている。同様に山羊のヘイズルーンもレーラズの葉や若芽を食べている。エイクスュルニルの枝角からは大量の滴が滴り、下方のフヴェルゲルミルに流れ込んでいるとされる。